# Азариадис, Костас
Костас Азариадис (англ. Costas Azariadis; род. 17 февраля 1943, Афины) — греческий и американский экономист, представитель новой институциональной школы.

## Биография
Родился в Афинах в 1943 году, там же закончил Национальный технический университет в 1969 году
Магистр (1971) и доктор философии (1975) Университета Карнеги — Меллона. Преподавал в Браунском (1973-77), Пенсильванском (1977-92; профессор с 1983) и Калифорнийском с 1992) университетах.
Женат с 1965 года, имеет дочь.

## Научные достижения
Исследовал связь между образованием и экономическим ростом. Автор теории имплицитного контракта или самоподдерживающихся соглашений (англ. self-enforcing agreements)

## Основные произведения
- «Несовершенные рынки в макроэкономике» (Imperfect Markets in Macroeconomics, 1988);
- «Межвременная макроэкономика» (Intertemporal Macroeconomics, 1993);